# フィリッポ・ガンナ
フィリッポ・ガンナ（Filippo Ganna、1996年7月25日 - ）は、イタリア、ヴェルバーニア出身の自転車競技選手。ロードレースとトラックレースの両方で活動している。
父親のマルコ・ガンナは、1984年ロサンゼルスオリンピック出場経験のあるカヌースプリントの元選手。

## 経歴
2015年
- 8月1日より、ランプレ・メリダへ研修生として加入。

2016年
- イタリアのアマチュアチーム「チーム・コルパック」に移籍。
- 世界選手権自転車競技大会トラックレース個人追い抜きで初優勝。

2017年
- UAEアブダビに移籍。

2018年
- 世界選手権自転車競技大会トラックレース個人追い抜きで2度目の優勝。

2019年
- チーム・イネオスに移籍。
- 世界選手権自転車競技大会トラックレース個人追い抜きで3度目の優勝。
  - 午前の予選にて4分4秒252の世界新記録。午後の決勝にて、自身のタイムを更新する4分2秒647の世界新記録を樹立[3]。

2020年
- 世界選手権自転車競技大会トラックレース個人追い抜きで4度目の優勝。
  - 予選にて、自身のタイムを更新する4分1秒934の世界新記録を樹立[4]。
- 世界選手権自転車競技大会ロードレース個人タイムトライアルで初優勝[5]。
- グランツール初出場となったジロ・デ・イタリアで区間4勝。

2021年
- 世界選手権自転車競技大会ロードレース個人タイムトライアルを連覇。

2022年
- 10月8日にアワーレコードに挑戦。ダニエル・ビガム（英語版）の持つ55.548kmを更新し、56.792kmの新記録を樹立した[6]。これはクリス・ボードマンの持つUCIベスト・ヒューマン・エフォート（UCI非公認の機材による記録）である56.375kmも上回る結果となった。

## 主な戦績

### ロードレース

#### 2015
- クロノ・シャンパーニュ（英語版） 優勝

#### 2016
- イタリア選手権　個人タイムトライアル(U23部門) 優勝
- パリ～ルーベ・エスポワール（英語版） 優勝
- GPラグーナ（英語版） 優勝

#### 2018
- ブエルタ・ア・サンフアン　 ヤングライダー賞

#### 2019
- ツール・ド・ラ・プロヴァンス 区間優勝（第1ステージ・個人タイムトライアル）
- イタリア選手権　個人タイムトライアル 優勝
- ビンクバンク・ツアー 区間優勝（第6ステージ・個人タイムトライアル）

#### 2020
- イタリア選手権　個人タイムトライアル 優勝
- ティレーノ〜アドリアティコ 区間優勝（第8ステージ・個人タイムトライアル）
- 世界選手権自転車競技大会ロードレース  個人タイムトライアル 優勝
- ジロ・デ・イタリア 区間優勝（第1ステージ・個人タイムトライアル、第5ステージ、第14ステージ・個人タイムトライアル、第21ステージ・個人タイムトライアル）

#### 2021
- エトワール・ド・ベセージュ 区間優勝（第4ステージ、第5ステージ・個人タイムトライアル）
- UAEツアー 区間優勝（第2ステージ・個人タイムトライアル）
- ジロ・デ・イタリア 区間優勝（第1ステージ・個人タイムトライアル、第21ステージ・個人タイムトライアル）
- 世界選手権自転車競技大会ロードレース  個人タイムトライアル 優勝

#### 2022
- エトワール・ド・ベセージュ 区間優勝（第5ステージ・個人タイムトライアル）
- ツール・ド・ラ・プロヴァンス 区間優勝（プロローグ）
- ティレーノ〜アドリアティコ 区間優勝（第1ステージ・個人タイムトライアル）
- クリテリウム・デュ・ドーフィネ 区間優勝（第4ステージ・個人タイムトライアル）
- イタリア選手権　個人タイムトライアル 優勝
- ドイツ・ツアー 区間優勝（プロローグ）

#### 2023
- ティレーノ〜アドリアティコ 区間優勝（第1ステージ・個人タイムトライアル）
- イタリア選手権　個人タイムトライアル 優勝
- ツール・ド・ワロニー  総合優勝（第1ステージ、第4ステージ・個人タイムトライアル優勝）
- ブエルタ・ア・エスパーニャ 区間優勝（第10ステージ・個人タイムトライアル）

#### 2024
- ジロ・デ・イタリア 区間優勝（第14ステージ・個人タイムトライアル）
- パリオリンピック 個人タイムトライアル  2位

#### 2025
- ティレーノ〜アドリアティコ 区間優勝（第1ステージ・個人タイムトライアル）
- イタリア選手権　個人タイムトライアル 優勝

### トラックレース

#### 2014
- イタリア選手権 個人追抜(ジュニア部門) 優勝

#### 2015
- イタリア選手権 個人追抜 優勝

#### 2016
- 世界選手権自転車競技大会トラックレース  個人追抜 優勝
- ヨーロッパ選手権  個人追抜(U23部門) 優勝

#### 2017
- ヨーロッパ選手権  個人追抜 優勝
- UCIトラックサイクリング・ワールドカップ 2017-2018　団体追抜 優勝

#### 2018
- 世界選手権自転車競技大会トラックレース  個人追抜 優勝
- ヨーロッパ選手権  団体追抜 優勝

#### 2019
- 世界選手権自転車競技大会トラックレース  個人追抜 優勝

#### 2020
- 世界選手権自転車競技大会トラックレース  個人追抜 優勝

#### 2021
- 東京オリンピック  団体追抜 金メダル
- 世界選手権自転車競技大会トラックレース  団体追抜 優勝

#### 2022
- 世界選手権自転車競技大会トラックレース  個人追抜 優勝

#### 2023
- ヨーロッパ選手権  団体追抜 優勝
- 世界選手権自転車競技大会トラックレース  個人追抜 優勝

#### 2024
- パリオリンピック 団体追抜  3位